# Regi Blinker
Reginald "Regi" Waldie Blinker (Paramaribo, Surinam; 4 de junio de 1969) es un exfutbolista  neerlandés  de origen surinamés. Ganó el campeonato con el Feyenoord Róterdam de una vez en cuatro ocasiones la Copa KNVB. Con el Celtic FC de Glasgow que una vez ganó la Copa de Escocia, la Liga Premier, trabajó para Sheffield Wednesday. Hizo tres tapas con la selección neerlandesa.
- Datos: Q1848759
- Multimedia: Regi Blinker / Q1848759